# Куинзрайк
„Куинзрайк“ (на английски: Queensrÿche) е хеви/прогресив метъл група, сформирана в град Белвю, щата Вашингтон, Съединените американски щати през 1982 г.

## История
Първоначално е наречена „Моб“ (The Mob), но под натиска на мениджъра им името е променено на Queensrÿche. Първите членове на групата са Майкъл Уилтън и Скот Рокенфийлд, като впоследствие към тях се присъединяват Крис ДеГармо, Еди Джаксън и Джeф Тейт (Geoff Tate – много хора грешат произношението на малкото име на вокалиста на групата, казвайки му Джоф или Джеоф, но то е същото като на името Jeff, всъщност и рожденото му име е Jeffrey Wayne Tate). Най-известният им албум е Operation: Mindcrime, смятан за класика в жанра прогресив метъл и сравняван с The Wall на Пинк Флойд.

## Дискография
- Queensrÿche – 1983
- The Warning – 1984
- Rage For Order – 1986
- Operation: Mindcrime – 1988
- Empire – 1990
- Promised Land – 1994
- Hear In The Now Frontier – 1997
- Q2K – 1999
- Tribe – 2003
- Operation: Mindcrime II – 2006
- Take Cover – 2007
- American Soldier – 2009